# Frans Smets (journalist)
Frans Smets (Ruisbroek, 21 januari 1912 - Gent, 21 mei 1995) was een Belgisch journalist.

## Biografie
Frans Smets begon zijn journalistieke carrière in de jaren 1930 op de redactie van De Dag, de eerste Vlaamse tabloidkrant. Hij werkte er ook tijdens de Tweede Wereldoorlog, wat hem achteraf problemen opleverde. Na de oorlog ging hij bij het weekblad De Linie aan de slag. In 1962 maakte hij op vraag van oud-collega Guido Van Hoof de overstap naar De Standaard, waar hij hoofd van de bureauredactie werd. In 1968 haalde oud-collega Eugeen Magiels hem voor dezelfde functie naar De Financieel-Economische Tijd. In 1979 ging hij met pensioen. Voor De Financieel-Economische Tijd had hij meer dan 2.000 politieke commentatoren geschreven.
Naast politieke commentatoren schreef hij ook romans. De eerste, Het vierkant, werd in 1963 gepubliceerd.